# Mamming (Adelsgeschlecht)

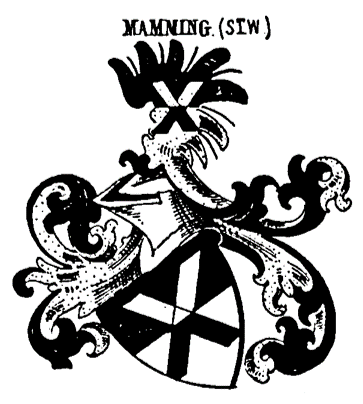
Stammwappen derer von Mamming in Siebmachers Wappenbuch

Mamming, auch Maemmingen, Memminger, ist der Name eines bedeutenden österreichischen Adelsgeschlechts. Während die Linie Alt-Mamming (auch Mamming zu Kirchberg, Mamming zu Nußdorf sowie Mamming zu Ratzenhofen) im 17. bzw. 18. Jahrhundert in Österreich und Bayern erloschen ist, besteht die in den Grafenstand erhobene Linie Neu-Mamming (auch Mamming von Stainachheim und Fragsburg) in Tirol bis heute fort.

## Geschichte

### Alt-Mamming in Österreich und Bayern
Die Herkunft ist nicht zweifelsfrei geklärt. Genealogischen Schriften zufolge soll das alte Geschlecht über die Krain und Steiermark nach Österreich und Bayern gekommen sein. 1243 erscheint Ulrich de Mamming als Domherr von Passau. Berthold von Mamming fungierte 1416 unter dem österreichischen Herzog und späteren König Albrecht II. als Pfleger und Amtmann von Gmunden sowie dessen Bruder Christoph als kaiserlicher Rat und Amtmann von St. Pölten. Als eines der bedeutendsten Angehörigen diente der Sohn von Andreas, Georg von Mamming seit 1543 als Unter-Landmarschall, seit 1547 als Regierungsrat und Obersthofmeister Erzherzog Karls II. von Innerösterreich, sowie von 1559 bis 1570 als Landeshauptmann von Österreich ob der Enns. Er gründete die Linie von Mamming zu Kirchberg an der Pielach. Der Sohn von Georg, Maximilian von Mamming zu Kirchberg, Rassing und Mitterau war von 1576 bis 1579 niederösterreichischer Regierungsrat, seit 1580 Ritterstands-Verordneter, 1589 Hofkammerrat sowie 1573 Gesandter der Stände in Prag. 1594 nahm er am Reichstag in Regensburg teil. Die Brüder Leonhard von Mamming auf Kirchberg zu Rassing und Konstantin von Mamming zu Mitterau verkauften 1592 Veste und Gut Sitzenthal an Heinrich von Oedt auf Reinsberg und Wangen. Am 16. Januar 1623 übertrugen die Brüder Georg Salomon und Wilhelm Eustachius ihrem älteren Bruder Georg Christoph von Mamming ihre Anteile an Mitterau. Der Sohn von Wilhelm Eustachius, Christoph Maximilian von Mamming ließ sich 1656 die ererbten Herrschaften Mitterau und Rassing in das Gültbuch einschreiben. Nach dem letzterer kinderlos starb, verkauften seine Erben Mitterau 1675 an Cornelius Keller von Lebenberg. Ein weiterer Sohn von Georg, Leonhard von Mamming auf Ratzenhofen und Gabelberg fungierte als bayerischer Obersthofmarschall. 1564 wurde ihm die Hofmark Ratzenhofen bei Kelheim in Niederbayern verliehen. Der Ehe seines Sohnes Johann Albrecht entspross der kurbayerische und kurkölnische Kämmerer Johann Adam von Mamming. Dessen Enkel Johann Anton Emanuel von Mamming auf Ratzenhofen, Güldersdorf, Kirchberg und Sadelberg war 1697 Kanoniker in Regensburg. Die bayerische Linie ist 1759 mit Franz Friedrich Reichsfreiherr von Mamming auf Ratzenhofen im Mannesstamm erloschen. Aus einem anderen Zweig stammend, erwarb um 1490 Christoph (II.) von Mamming die Herrschaft Nußdorf ob der Traisen und wurde Stammvater der Linie von Mamming zu Nußdorf. Seine Enkel waren Martin, Ober-Küchenmeister des späteren Kaisers Erzherzog Maximilian II. und Wolfgang Christoph von Mamming auf Nußdorf, bis 1591 Ritterstands-Verordneter. Das uradelige Geschlecht dürfte Ende des 17. bzw. Mitte des 18. Jahrhunderts in Niederösterreich und Niederbayern vollständig erloschen sein.

### Besitzungen
- Nußdorf ob der Traisen
- Kirchberg an der Pielach
- Schloss Sitzenthal
- Schloss Ratzenhofen

### Neu-Mamming in Tirol

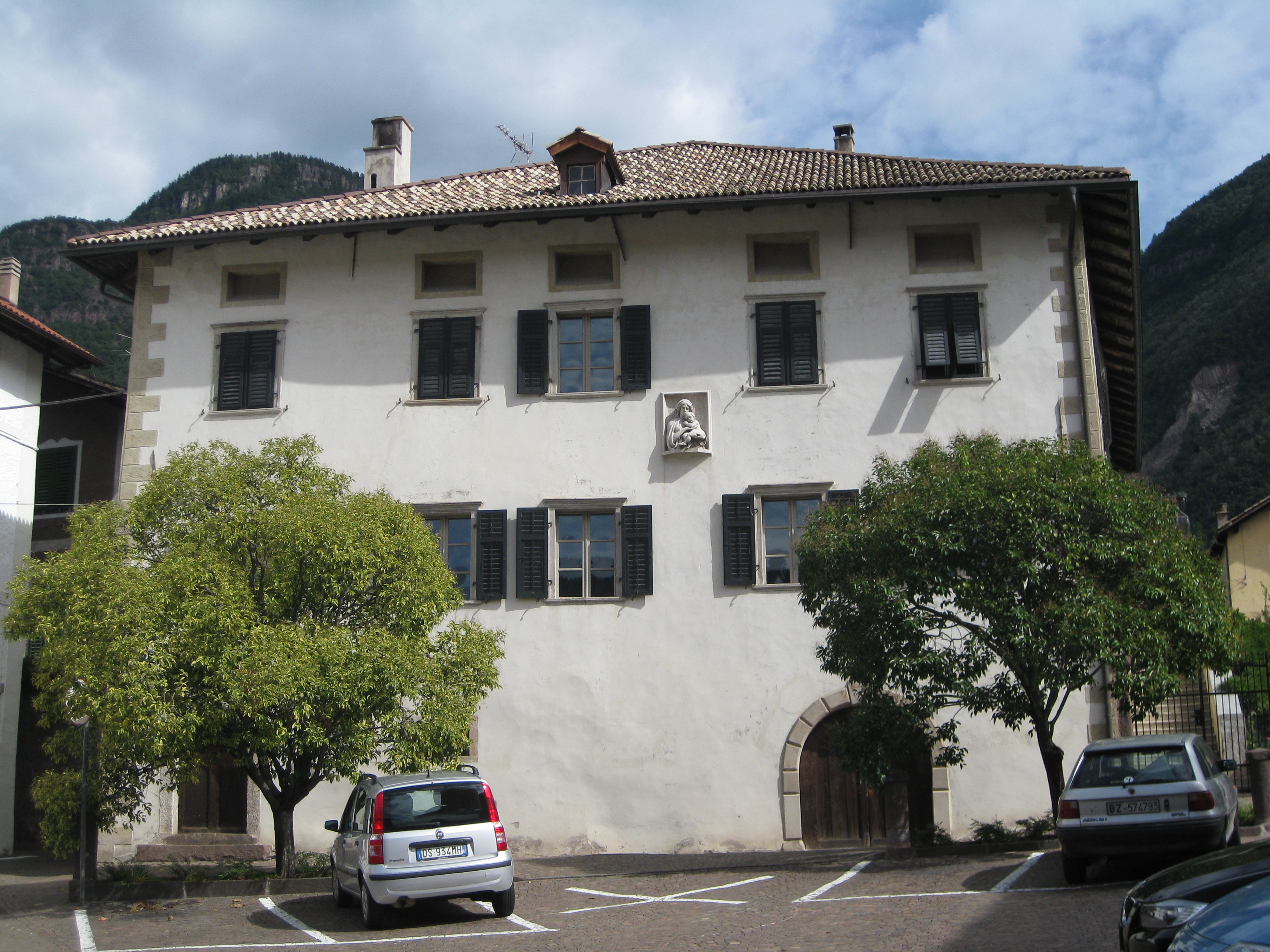
Ansitz Mamming in Branzoll

Seit dem frühen 14. Jahrhundert sind die (Neu-)Mamming, ursprünglich auch Memminger genannt, in Meran beurkundet. 1402 siegelten Konrad und Hermann die Mamming in Meran mit einem Schragen oder Andreaskreuz, welches möglicherweise auch ein Haus- oder Meisterzeichen war. Ein ähnliches Wappen bzw. Siegel führten auch die (Alt-)Mamming in Bayern und Österreich. Eine Verwandtschaft zwischen der älteren uradeligen und jüngeren briefadeligen Linie ist weder bewiesen noch ausgeschlossen. Über die Herkunft berichtet der Schriftsteller Beda Weber folgendes:

„Nach einer in Meran allgemein verbreiteten Meinung stammen die Grafen von Mamming aus der Stadt Memmingen, aus welcher sie in kaufmännischen Geschäften nach Meran übersiedelten, und deshalb die Memminger genannt wurden. Dagegen behauptet eine Familiensage, daß sie von Böhmen ins Tirol eingewandert seyen. Beides läßt sich urkundlich nicht beweisen, ungeachtet Gründe vorhanden sind, die erstere Ansicht wahrscheinlicher zu machen. So viel ist gewiß, daß sie schon im XIV. Jahrhundert als Rathsbürger in Meran eingebürgert waren, und Aemter der Stadt bekleideten. Man nannte sie schon damals edle Memminger. Später trat der Umlaut in ihren Namen, und aus Mämminger wurde endlich Mamming.“

1451 ist die Familie mit Christoffel Máminger auch in Bozen nachgewiesen. 1458 verlieh Kaiser Friedrich III. dem Sohn von Ulrich (II.), Hans Maemminger einen Wappenbrief mit einem Steinkopfhaupt, welches später mit dem Wappen der (Alt-)Mamming vermehrt wurde. Anfang des 16. Jahrhunderts bekleidete Benedikt Mamming nacheinander in Meran das Richter- und Bürgermeisteramt. Kaiser Rudolf II. erhob am 8. Juli 1564 Abraham und Christoph Mamming in den Ritterstand. Am 7. August 1608 erhielt Hildebrand von Mamming vom Tiroler Landesfürst für sein Haus in Meran die Adelsfreiheit und das Prädikat „von Steinachheim“. Die Mamming zählten im 17. Jahrhundert zu den reichsten Geschlechtern des Burggrafenamtes. Nach 1616 wurde Hildebrand von Mamming mit der Fragsburg belehnt. Die erbländisch-österreichische Wappenbestätigung erfolgte am 22. Januar 1652 in Innsbruck. Kaiser Leopold I. erhob am 20. April 1672 Rochus und Benedikt von Mamming mit dem Prädikat „von Steinachheim zu Fragsburg und Rabland“ in den Reichsfreiherrenstand. Um 1675 ließ die Familie in Meran den Ansitz Steinachheim errichten. Schließlich erlangte Benedikt von Mamming am 10. September 1695 den Reichsgrafenstand. Während die Mamming in Niederösterreich und Kurbayern im bzw. vor dem 18. Jahrhundert erloschen sind, blühte die gräfliche Linie in Tirol fort. 1711 erhielten die Grafen Nikolaus Franz und Joseph von Mamming die Eintragung in die Tiroler Adelsmatrikel. Aus Geldnöten musste Ferdinand Graf von Mamming um 1832 den Ansitz Steinachheim im Meran verkaufen. Nach dem österreichischen Adelsaufhebungsgesetzt verlor die Familie ihre Adelsprivilegien. 

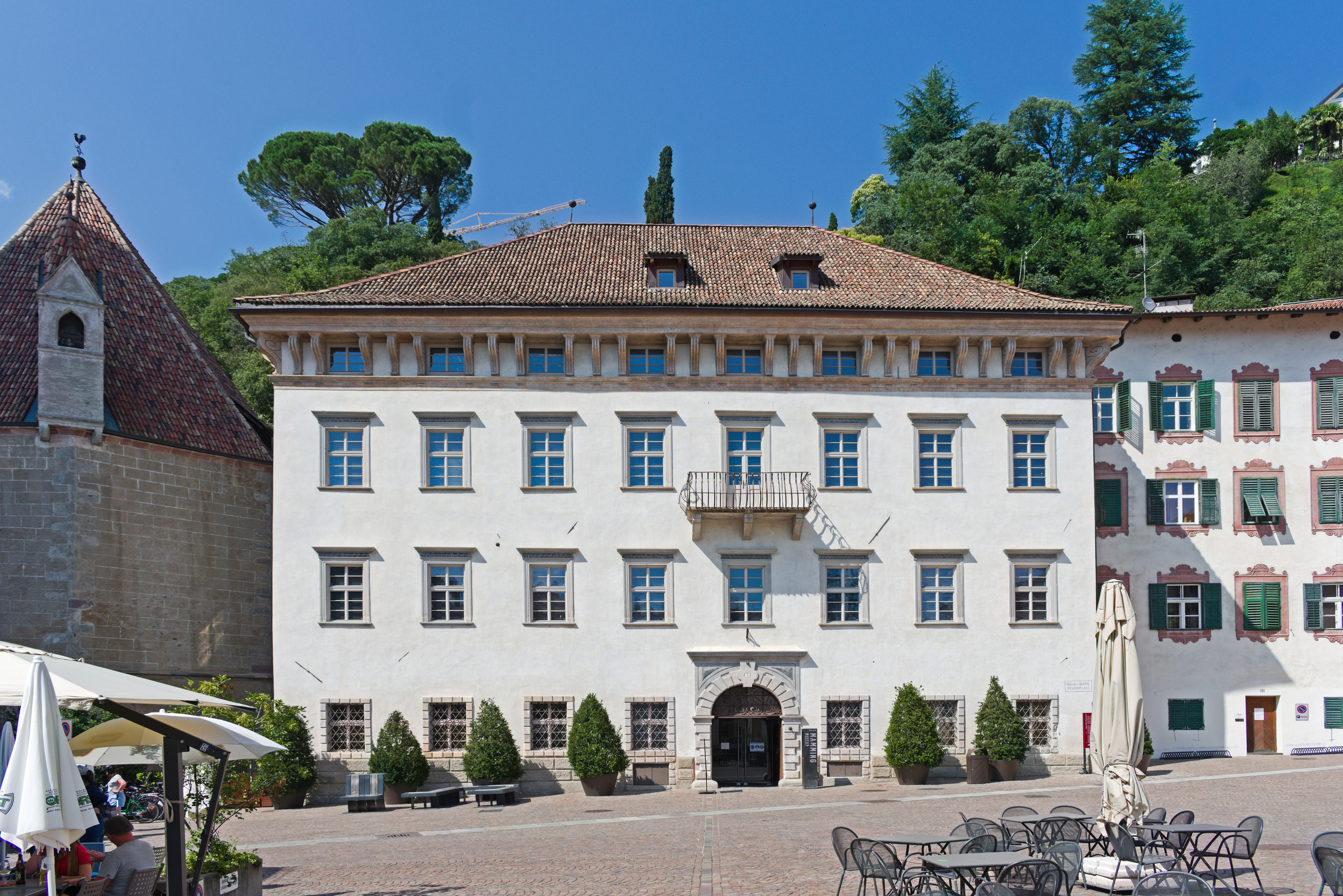
Ansitz Steinachheim, heute Palais Mamming Museum

#### Standeserhebungen
- 1458: kaiserlicher Wappenbrief
- 8. Juli 1564: Reichsritterstand
- 7. August 1608: Tiroler Adelsfreiheit und Landstand
- 22. Januar 1652: Wappenbestätigung[12]
- 20. April 1672: Reichsfreiherrenstand
- 10. September 1695: Reichsgrafenstand
- 17. November 1695: böhmisches Inkolat[12]
- 1711: Eintragung in die Tiroler Adelsmatrikel
- 27. April 1813: Grafenklasse in der Adelsmatrikel Bayerns[13]

#### Besitzungen
- Ansitz Steinachheim
- Rabland im Grünenfeld
- Schloss Fragsburg
- Schloss Rundegg
- Ansitz Pflanzstein
- Ansitz Maur
- Ansitz Mamming

## Wappen
- Stammwappen: Von Gold und Schwarz geteilt, mit einem Andreaskreuz in verwechselten Farben. Auf dem Helm mit schwarz-goldenen Helmdecken ein wie der Schild bezeichneter Flug.
- Wappen von 1458: In Gold der Kopf eines schwarzen Steinbockes.

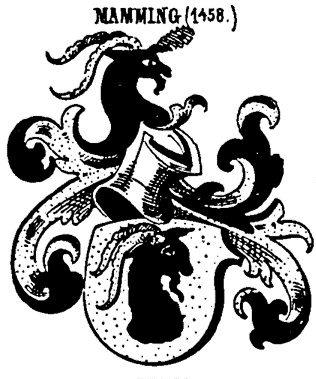
Wappen von 1458 in Siebmachers Wappenbuch
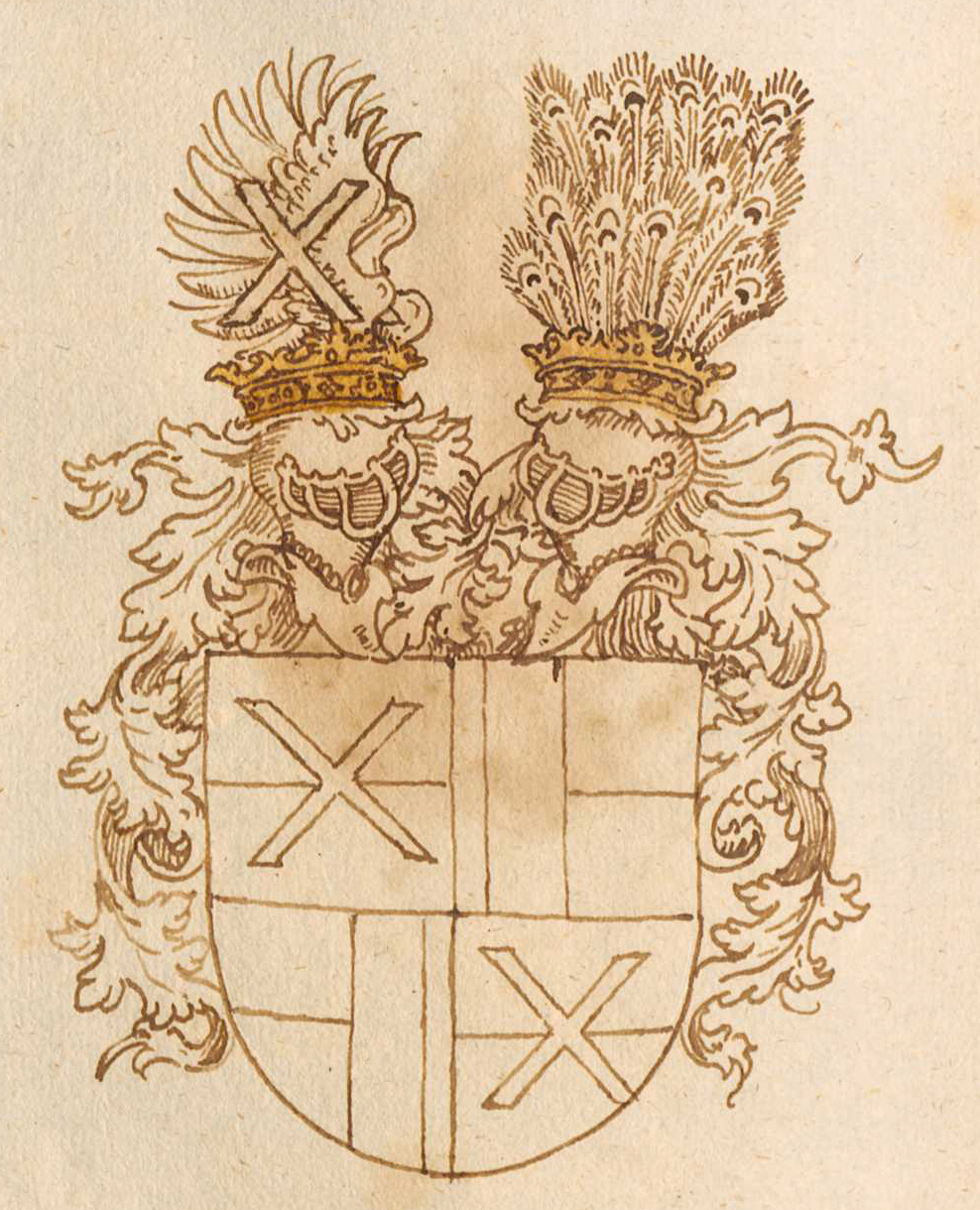
Wappen der (Alt-)Mamming 1594 in der Reichsversammlung von Regensburg anwesenden Fürsten
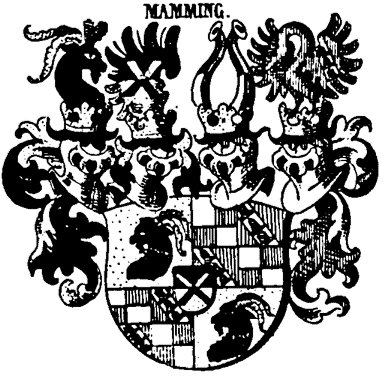
Gräfliches Wappen in Siebmachers Wappenbuch
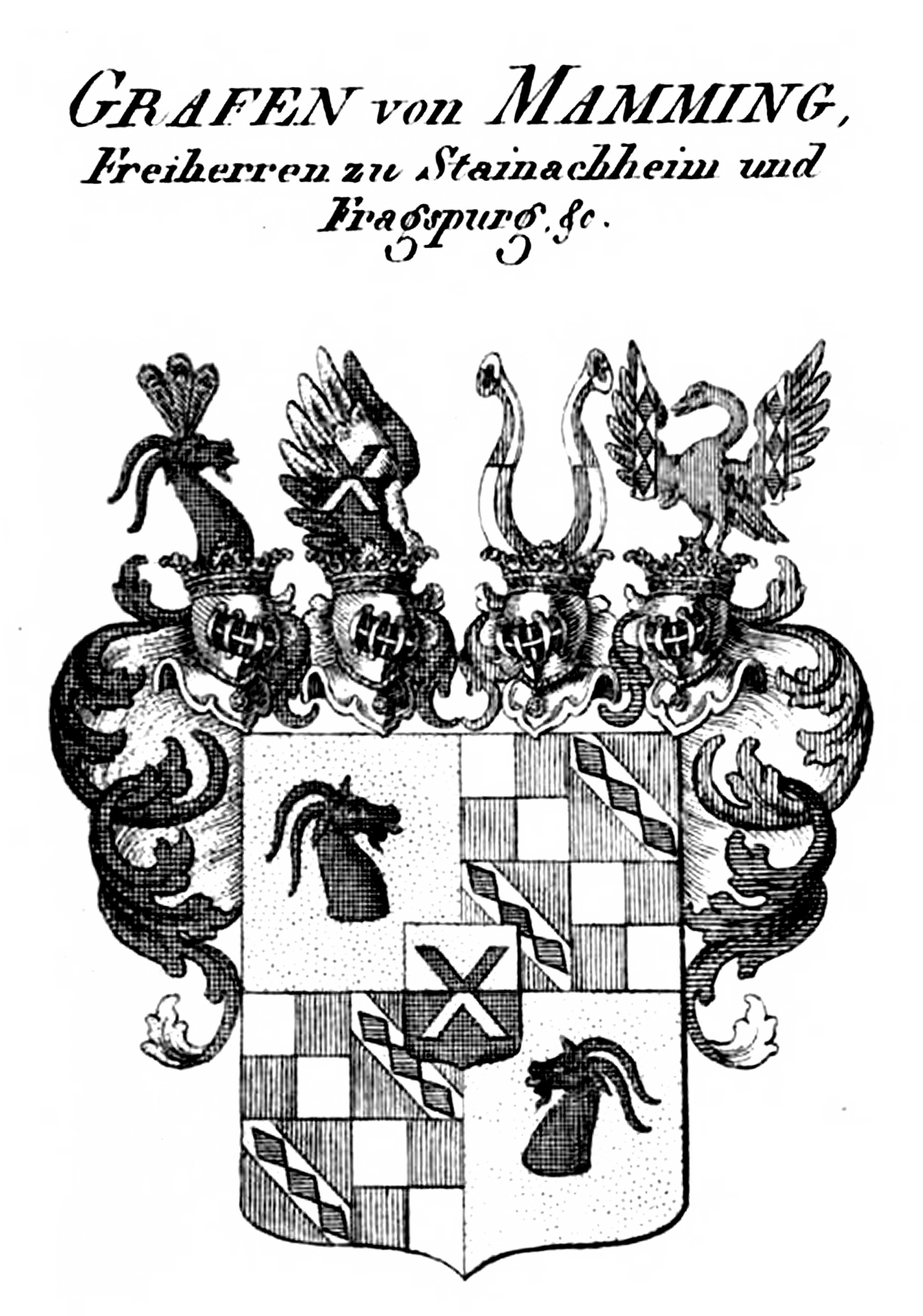
Wappen der Grafen von Mamming Freiherren von Stainachheim und Fragspurg nach Konrad Tyroff

## Genealogie (Auswahl)

### Linien Alt-Mamming
1. Christoph; ⚭ 1.) NN Linck, 2.) Margaretha Stoppel, Witwe
  1. Maximilian, starb in türkischer Gefangenschaft
  2. Johannes; ⚭ Amalia Anwaltinger, geb. von Enenkel
    1. Anna Maria († 1571); ⚭ Christoph Tolmann
    2. Wolfgang Christoph († 1592); ⚭ 1.) Kyburgis Schiffer, ⚭ 2.) Mechthild Geymann
      1. Johann Christoph (* 1560)
      2. Sarah († 1614); ⚭ 1.) Josias Freiherr von Enenkel, ⚭ 2.) Bernhard Freiherr von Schiffer
      3. Johann Bernhard († 1598); ⚭ 1.) Eleonora von Schellenberg, ⚭ 2.) Katharina Freiin von Egk

    3. Katharina; ⚭ Elias Lachler
2. Leonhard (I.), ⚭ Ursula von Mohr
  1. Andreas, ⚭ Agatha von Payrsdorf
    1. Georg (* 1492; † 1570), Landmarschall, Kämmerer, Regierungsrat, Obersthofmeister Erzherzog Karls II. von Innerösterreich, Landeshauptmann von Oberösterreich; ⚭ 1.) Magdalena Wieland, ⚭ 2.) Anna Zazime von Hradeck, ⚭ 3.) Katharina von Enenkel.
      1. Wilhelm (* 1527), Domherr in Passau
      2. Barbara (* 1528), ⚭ Ludwig von Kirchberg
      3. Johann Paul (* 1530; † 1563), Mundschenk Erzherzog Karls von Österreich; ⚭ Anna von Kirchberg
      4. Maximilian (* 1531: † 1611), Regierungs- und Kammerrat in Niederösterreich; ⚭ 1.) Anna von Neydegk, ⚭ 2.) Anna Maria von Thurn, ⚭ 3.) Maria Salome von Lagelsberg
        1. Katharina Susanna (* 1571); ⚭ Melchior von Fiedesheim
        2. Anna Beatrix (* 1572); ⚭ 1.) Leonhard von Laßberg, ⚭ 2.) Sigmund Höchstetter
        3. Georg Salomon (* 1580); ⚭ 1.) Polyxenia Geyer von Osterburg, ⚭ 2.) NN von Neuhaus
          1. Johann Ludwig; ⚭ Sidonia Barbara von Beldersdorf

        4. Christoph (* 1587); ⚭ Rosina Feyertag
        5. Wilhelm Eustachius (* 1589; † 1630); ⚭ Magdalena von Concin
          1. Christoph Maximilian; ⚭ 1.) Ursula Caritas Freiin von Hoyos, ⚭ 2.) Polyxenia von Ruckendorf
          2. Susanna Barbara, Nonne im Kloster St. Nikolaus in Wien; ⚭ Wolf Friedrich Freiherr von Trautmannsdorf

        6. Maximilian Gedeon (* 1591; † 1608)
        7. Anna Maria; ⚭ Adam Freiherr von Gienzer

      5. Anastasia (* 1533; † 1558); ⚭ Wilhelm von Kirchberg
      6. Viktor (* 1537; † 1585); ⚭ 1.) Elisabetha Fernberger, ⚭ 2.) Elisabetha von Friedesheim
      7. Christoph (* 1538; † 1565), Domherr in Salzburg und Passau
      8. Leonhard (II.) (* 1539; † 1615), bayrischer Obersthofmarschall; ⚭ 1.) Sidonia von Auersperg, ⚭ 2.) Euphrosina von Preising, 3.) Maria Magdalena von Closen
        1. Johann Albrecht († 1624); ⚭ 1.) Maria Jakobina Hund von Lauterbach, ⚭ 2.) Maria Magdalena Schenk von Stauffenberg
          1. Johann Adam († 1686), Kämmerer; ⚭ 1.) Margaretha von Manting, ⚭ 2.) Maria Veronika Rosenbusch von Notzing
            1. Franz Ignaz, Kämmerer des Fürstbischofs von Kurköln
              1. Johann Anton Emanuel, 1697 Kanoniker in Regensburg[14]

      9. Anna (* 1540); ⚭ Ludwig Schönbrunner von Aintzenhoff

### Linien Neu-Mamming
1. Franz Benedikt (* 1663; † 1706); ⚭ Barbara Isabella Freiin von Michna
  1. Josef Ferdinand Benedikt (* 1697; † 1752); ⚭ Johanna Elisabetha Gräfin Hueber von und zu Maur
    1. Ferdinand Thomas Benedikt († 1819); ⚭ Maria Anna Gräfin von Spaur zu Pflaumb und Valör
      1. Aloysia Leopoldina Josepha Johanna Antonia Katharina († 1796); ⚭ Josephus Graf von Hendl zu Goldain und Maretsch (* 1749 † 1828)
      2. Juditha Eleonora Johanna (* 1787; † 1823); ⚭ Heinrich Dominik von Vintschgau zu Altenburg und Hohenhaus (* 1776 † 1843)
      3. Ferdinand Kaspar Franz Anton Nikolaus (* 1779; † 1845), königlich-bayerischer Major; ⚭ Johanna Freiin de Mont (* 1799; † 1842)
        1. Gustav Rudolph Maximilian Joseph, k. k. Kreis-Kommissar (* 1818; † 1872); ⚭ 1.) Emma Gräfin von Spaur zu Pflaumb und Valör (* 1828; † 1853), ⚭ 2.) Gabriele Gräfin von Terlago, später Gräfin von Sarnthein († 1904)[15]
          1. Joseph Franz Maria (* 1863; † 1944); ⚭ Maria Gräfin von Spaur zu Valör (* 1869; † 1948)
            1. Rudolf Julius Gabriel Heinrich Hilleprandt Benedikt Aloysius Joseph Maria (* 1893; † 1975); ⚭ Klothilde Freiin von und zu Brenken (* 1888; † 1941)
              1. Adelheid (* 1924; † 2020)[16]

            2. Maria Immaculata Henriette Rudolfine (* 1894; † 1976); ⚭ Paul von Kripp zu Prunberg und Krippach (* 1893; † 1973)
            3. Joseph Sigmund Viktor Julius Benedikt Anton Franz Xaver Maria (* 1897; † 1917)[17]
            4. Otto Volkmar Anton Hildebrand (* 1899; † 1996)[18]; ⚭ Nikolaia Freiin Bossi-Fedrigotti
              1. Josef (* 1932; † 1950)[19]
              2. Nikolaus (* 1934; † 2015)[20]; ⚭ Maria Carmine Moriconi (* 1928; † 2020)[21]
                1. Christoph
                2. Thomas
                3. Barbara

              3. Georg (* 1941); ⚭ Kunigunde Gräfin Kielmansegg
                1. Johanna
                2. Josef
                3. Leonhard
                4. Michael
                5. Ulrich

              4. Elisabeth; ⚭ Bernhard Graf Calice

            5. Georg Volkmar Julius Gabriel Benedikt (* 1904)[18]
            6. Gabriele Julia Franziska Maria Josefine (* 1907; † 1976)[18]

        2. Karl Aloys Johann Joseph (* 1819; † 1884), k. k. Steuerbeamter; ⚭ Maria Adeleide Bachmaier
        3. Maria Anna Emilia Karolina Antonia (* 1820; † 1829)
        4. Johann Nepomuk Anton Karl Theodor (* 1822; † 1888), k. k. Hauptmann a. D.; ⚭ Maria Ottilie von Preschern
          1. Otto Rudolf (* 1852; † 1895);[22] ⚭ Babette (Barbara) Schlumpf (* 1848; † 1933)[23]
            1. Hermine (* 1874; † 1921)[24]

        5. Maria Friderika Karolina Johanna (* 1823; † 1837)
        6. Friderika Johanna Josepha Maria (* 1825; † 1825)
        7. Johanna Theresia Karolina Maria (* 1826; † 1837)
        8. Ferdinand Karl Alois Johann Maria (* 1829; † 1829)
        9. Ferdinand Heinrich Josef Karl Johann (* 1830; † 1849)

    2. Johanna Leokadia Juditha († 1797); ⚭ Johann Nepomuk Graf von Schneeburg
    3. Barbara Joanna Ursula; ⚭ Johann Joseph Graf von Schlandersberg

  2. Nikolaus Benedikt († 1720); ⚭ Maria Theresia Arz von und zu Vasegg
  3. Franz Wenzeslaus Benedikt; ⚭ Maria Klara Gräfin Colonna von Fels